# Montipora exserta
Espèce
Montipora exserta est une espèce de coraux appartenant à la famille des Acroporidae.